# Paulinho (fotbollsspelare)
José Paulo Bezerra Maciel Júnior, mer känd som Paulinho, född 25 juli 1988 i São Paulo, är en brasiliansk fotbollsspelare som spelar som mittfältare för Corinthians. Han har tidigare spelat för Brasiliens landslag.
Paulinho har beskrivits som en "box-till-box"-mittfältare som är användbar i fasta situationer i båda ändar av planen.

## Klubbkarriär
Paulinho inledde sin karriär i Pão de Açúcar, där han gick med i juniorlaget 2004. Efter att ha misslyckats med att ta en plats i a-laget gick Paulinho till litauiska FC Vilnius 2006. Han spelade bra för klubben under sina två säsonger i Litauen och gjorde fem mål på 37 matcher. Efter säsongen 2007 blev FC Vilnius nerflyttade till andradivisionen och Paulinho lämnade då klubben. Ny klubbadress blev Ekstraklasa-klubben ŁKS Łódź. Efter en säsong i Polen återvände Paulinho till Brasilien och hans första klubb Pão de Açúcar under sommaren 2008. Efter en lyckad säsong, värvades Paulinho till Bragantino under 2009.

### Corinthians
Då Paulinho under 2009 spelade för Bragantino drog han till sig uppmärksamhet av São Paulo-jätten Corinthians, och lånades även ut till klubben. Hans första ligamål för klubben kom den 30 maj 2010, då han kom in som avbytare och gjorde Corinthians fjärde mål i en 4-2-seger över rivalerna Santos. Han skulle så småningom fortsätta med att vinna 2011 års Brasileirão och Copa Libertadores 2012. På vägen mot finalen i Copa Libertadores gjorde Paulinho det enda målet i kvartsfinalen mot Vasco da Gama, då han i den 87:e säkrade Corinthians avancemang till semifinal.
Den 10 november 2012 gjorde Paulinho två mål i en 5-1-seger över Coritiba i den 35:e omgången av ligan. Den 16 december 2012 vann Paulinho och Corinthians klubblags-VM i Yokohama då Paolo Guerrero gjorde det enda målet i finalen mot Chelsea.

### Tottenham Hotspur
Den 5 juli 2013 meddelades det att Paulinho genomgick en läkarundersökning för en övergång till Premier League-klubben Tottenham Hotspur för en övergångssumma som rapporterats vara drygt 17 miljoner pund. Den 6 juli 2013 meddelade Tottenham att de officiellt hade avslutat undertecknandet av Paulinho efter att han genomgått sin läkarundersökning.

### Guangzhou Evergrande
Den 29 juni 2015 anslöt Paulinho till Chinese Super League-laget Guangzhou Evergrande för 14 miljoner euro genom ett fyraårskontrakt. Han rekryterades dit av sin tidigare förbundskapten Luiz Felipe Scolari.

### Barcelona
Den 14 augusti 2017 värvades Paulinho av spanska Barcelona, där han skrev på ett fyraårskontrakt. Paulinho debuterade i La Liga den 26 augusti 2017 i en 2–0-vinst över Deportivo Alavés, där han byttes in i den 88:e minuten mot Andrés Iniesta. I juli 2018 kom Barcelona och Paulinhos tidigare klubb Guangzhou Evergrande överens om ett ettårigt lån av spelaren, med option att därefter köpa loss Paulinho.

## Landslagskarriär
Paulinho gjorde sin debut för Seleção den 14 september 2011, i den första etappen av 2011 års Superclasico de las Américas mot Argentina i Córdoba, en match som slutade 0-0. Hans första landslagsmål kom mot Argentina ett år senare den 20 september 2012, då han gjorde Brasiliens kvitteringsmål i en 2-1-vinst i den första etappen av Superclasico de las Américas 2012.

### Confederations Cup 2013
Paulinho valdes ut av Luiz Felipe Scolari för att delta i den brasilianska truppen till Fifa Confederations Cup 2013 som hölls i Brasilien. I Brasiliens sista träningsmatch inför turneringen gjorde Paulinho Brasiliens kvittering till 2-2 mot England på Maracanã. I öppningsmatchen mot Japan gjorde Paulinho Brasiliens andra mål i en 3-0-seger. I semifinalen mot de sydamerikanska rivalerna Uruguay avgjorde Paulinho matchen i Brasiliens fördel i den 86:e minuten och gav värdlandet en plats i finalen. I finalen slog Brasilien Spanien med 3-0. För Paulinhos insatser i turneringen fick Paulinho Bronsbollen som tävlingens tredje bästa spelare.

## Meriter

### FC Barcelona
- La Liga: 2017/2018
- Spanska cupen: 2017/2018

### Landslagsmål
|                         | Datum             | Spelplats                                         | Motståndare | Mål | Resultat | Match                             |
| ----------------------- | ----------------- | ------------------------------------------------- | ----------- | --- | -------- | --------------------------------- |
| 1.                      | 20 september 2012 | Estádio Serra Dourada, Goiânia, Brasilien         | Argentina   | 1–1 | 2–1      | Superclásico de las Américas 2012 |
| 2.                      | 16 oktober 2012   | Stadion Miejski, Wrocław, Polen                   | Japan       | 1–0 | 4–0      | Vänskapsmatch                     |
| 3.                      | 2 juni 2013       | Estádio do Maracanã, Rio de Janeiro, Brasilien    | England     | 2–2 | 2–2      | Vänskapsmatch                     |
| 4.                      | 15 juni 2013      | Estádio Nacional de Brasília, Brasília, Brasilien | Japan       | 2–0 | 3–0      | Fifa Confederations Cup 2013      |
| 5.                      | 26 juni 2013      | Mineirão, Belo Horizonte, Brasilien               | Uruguay     | 2–1 | 2–1      | Fifa Confederations Cup 2013      |
| Uppdaterad 26 juni 2013 |                   |                                                   |             |     |          |                                   |